# Bernard de Bury
Bernard de Bury (* 20. August 1720 in Versailles; † 19. November 1785 ebenda) war ein französischer Musiker, Cembalist, Komponist im Zeitalter der Klassik.

## Biographie
Er war der Sohn des ordentlichen Mitgliedes des Ensembles der „musique du Roi“ Jean-Louis Bury. Er entstammte einer Musikerfamilie und wurde bereits als Kind in die Musik eingeführt. 1737 veröffentlichte er mit 17 Jahren sein erstes und einziges Werk über das Cembalo, welches er seinem Lehrer François Colin de Blamont widmete, dessen Neffe er offenbar war. Sein Stil kommt dem von Couperin sehr nah. Der Einfluss von Rameau macht sich auch in manchen seiner Passagen bemerkbar, wie in La Pithonisse.
Im Jahre 1741 erwarb er von Marguerite-Antoinette Couperin die Rechte an dem Titel der Claveciniste de la Chambre, den sie von ihrem Vater François Couperin als Absicherung übernommen hatte.
Nach mehreren Jahren begann er eine erfolgreiche Karriere als Opernkomponist mit seinem Werk Les Caractères de la Folie, das an der Académie Royale de Musique erstmals aufgeführt wurde. Es wurden zahlreiche seiner Werke bei Feierlichkeiten aufgeführt, die in Versailles, Sceaux in Hauts-de-Seine, Fontainebleau etc. gegeben wurden. Von 1779 bis zu seinem Tode bekam er eine königliche Pension ausbezahlt. Kurz vor seinem Tode wurde er noch von Ludwig XVI. geadelt. Er war auch befreundet mit den Komponisten André Campra, Mondonville und Blamont.

## Kompositionen
Er verfasste 108 Werke, die in 147 Veröffentlichungen und 287 Nachweisen in Sammlungen dokumentiert sind:
- Premier livre de pièces de clavecin (v. 1737)[9][10]
  - Première Suite en la: La Minerve – Sarabande, les Regrets – Les Grâces badines – La Tendre Agitation – Le Plaidoyer de Cithère (1er et 2e rondeaux)
  - Seconde Suite en do: La Belle Brune – Sarabande, la Prude – L’Enfantine – La Citherée
  - Troisième Suite en sol: Les Amusemens (1er et 2e rondeaux) – Sarabande, la *** ou les Sentimens – Premier menuet, Zéphir – Deuxième menuet, Flore – La Pithonisse – Loure – La Séduisante (1er et 2e rondeaux et doubles)
  - Quatrième suite en mi: La Brillante – La Dampiere – La Michelon – La Jeunesse – Chaconne
- Mehrere Kantaten und Motetten („De profundis“)
- Les Caractères de la Folie (1743)[11]
- Jupiter vainqueur des Titans, Oper 5 Akte, Gemeinschaftswerk mit Blamont (1745 Versailles)[12]
- Palmire: ballet héroïque en un acte: représenté devant Leurs Majestés, (1765 Fontainebleau)[13]
- Symphonies du festin royal de Monseigneur Le Comte d’Artois[13]
- Persée (Überarbeitung einer Oper von Jean-Baptiste Lully, aufgeführt 1770)[13]
- La Prise de Berg-op-Zoom
- Titon et l’Aurore (1750)

Nach Fetis sind folgende Werke nicht eindeutig zuzuordnen:
- Les Bergers de Sceaux
- Les Nymphes de la Seine

## Weiterer Nachweis
- Enregistrement intégral par Jory Vinikour (édition BNL) sur le clavecin Stehlin (1750) du musée de Saint Quentin